# أولغا لوي
أولغا لوي (بالإنجليزية: Olga Lowe)‏ هي ممثلة بريطانية (وحملت سابقاً جنسية المملكة المتحدة لبريطانيا العظمى وأيرلندا)، ولدت في 14 سبتمبر 1919 بديربان في جنوب أفريقيا، وتوفيت في 2 سبتمبر 2013.

## وصلات خارجية
- أولغا لوي على موقع IMDb (الإنجليزية)
- أولغا لوي على موقع أول موفي (الإنجليزية)
- أولغا لوي على موقع قاعدة بيانات الأفلام السويدية (السويدية)
- أولغا لوي على موقع قاعدة بيانات الفيلم (الإنجليزية)
- أولغا لوي على موقع كينوبويسك (الروسية)